# Dihammaphora binodula
Dihammaphora binodula är en skalbaggsart som beskrevs av Louis Alexandre Auguste Chevrolat 1859. Dihammaphora binodula ingår i släktet Dihammaphora och familjen långhorningar.
Artens utbredningsområde är Uruguay. Inga underarter finns listade i Catalogue of Life.